# Alluaudensia nigrolineata
Alluaudensia nigrolineata är en insektsart som beskrevs av Victor Lallemand 1920. Alluaudensia nigrolineata ingår i släktet Alluaudensia och familjen spottstritar.
Artens utbredningsområde är Madagaskar. Inga underarter finns listade i Catalogue of Life.